# Тиволи (Болоња)
Тиволи (итал. Tivoli) је насеље у Италији у округу Болоња, региону Емилија-Ромања.
Према процени из 2011. у насељу је живело 80 становника. Насеље се налази на надморској висини од 27 м.